# 愛德華·洛希
爱德华·阿尔贝·洛希（法語：Édouard Albert Roche，法語發音：[edwaʁ albɛʁ ʁɔʃ]；1820年10月17日—1883年4月27日），一譯羅什，法國數學家與天文學家，他最傑出的表現是在天體力學的領域，他的名字被冠在洛希球、洛希極限和洛希瓣等觀念上。
他誕生於蒙彼利埃，並就讀於蒙彼利埃大學，稍後他並成為該校的教授，於1849年開始擔任Faculté des科學講座。洛希利用數學研究拉普拉斯的星雲假說並將得到的結果發表在他任職的的蒙特利埃研究會的學報上，直到1877年。其中最重要的是彗星（1860年）和星雲假說（1873年）本身。洛希的研究解釋了強大引力場中小顆粒群集的效應。
他在歷史上最著名的理論或許是關於土星的行星環如何形成的理論，當一顆巨大的衛星過度接近土星時會被重力拉扯而分離。他描述了一種計算聚集在一起的物體在何種距離內就會被潮汐力扯碎掉，這個距離就是所知的洛希極限。
他另一個著名的著名的工作是在軌道力學上的發展。洛希瓣描述一個小物體環繞著另兩個物體時會被后者捕獲的限制，而洛希球類似於重力場球對天體的影響，在受到另一個大質量天體的攝動時如何影響它環繞的軌道。